# Айзък Израел Хейс
Айзък Израел Хейс (на английски: Isaac Israel Hayes) е американски лекар и изследовател на Арктика.

## Ранни години (1832 – 1853)
Роден е на 5 март 1832 година в Честър, Пенсилвания, САЩ, в семейството на Бенджамин Хейс и Ан Бартън. През 1852 получава докторска степен по медицина в Пенсилванския университет. Поради интереса му към проучване на Артика, през май 1853 доброволно постъпва като корабен лекар в експедицията на Илайша Кент Кейн, изпратена да търси изчезналата експедиция на Джон Франклин.

## Експедиционна дейност (1853 – 1861)

### Участие в експедицията на Илайша Кейн (1853 – 1855)
През 1853 г., с кораба „Адвенс“ и 18 души екипаж, експедицията на Илайша Кейн, която е спонсорирана от промишлените магнати Джошуа Гринел и Джордж Пибоди, се отправя в търсене на Джон Франклин. В началото на юли 1853 корабът спира в един от югозападните фиорди на Гренландия, където в качеството си на водач на кучешки впрягове и ловец, е назначен 19-годишният ескимос Ханс Хендрик, който изиграва много важна роля в тази арктическа експедиция.
В края на май 1854 г., Хейс самостоятелно с още един моряк пресича южната част на Басейна Кейн и открива фиорда Бюкенан (79°00′ с. ш. 75°30′ з. д. / 79° с. ш. 75.5° з. д., на източното крайбрежие на остров Елсмиър), което нарича Земя Гринел. Изследва и картира източното крайбрежие на Елсмиър от остров Пим (78º 45` с.ш.) на юг до залива Добин (79º 45` с.ш.) на север, в т.ч. залива Принцеса Мария (79°20′ с. ш. 77°00′ з. д. / 79.333333° с. ш. 77° з. д.).
На 11 октомври 1855 експедицията се завръща в Ню Йорк.

### Самостоятелна арктическа експедиция (1860 – 1861)
През 1860 г., Хейс с подписка събира значителна сума и организира нова арктическа експедиция, като основната ѝ задача е да проникна през протока Смит на север в открито море. В негово разпореждане е оборудвана шхуната „Юнайтед Стейтс“ и взима със себе си няколко от бившите му спътници от предишната експедиция, в т.ч. 26-годишния ескимос Ханс Хендрик. В Гренландия Хейс закупува кучета и на 3 септември 1860 се установява на зимуване на изток от протока Смит, до гренландското крайбрежие.
През октомври 1860, заедно с Ханс Хендрик и астронама Зонтаг изследва северния купол на Гренландия в района на п-ов Хейс. През декември всичките кучета загиват и Хендрик и Зонтаг се отправят на юг към залива Инглфилд, за закупуване на нови кучета от ескимосите. По пътя Зонтаг пропада под леда и получава измръзване. Въпреки че Хендрик успява да го извади Зонтаг умира на следващия ден. Съвсем сам Хендрик продължава пътя си, закупува кучета и се връща с тях на шхуната през януари 1861.
През април и май 1861 Хейс с няколко души извършва поход на ски през протока Кенеди до 81º 35` с.ш., като в северната част на остров Елсмиър открива п-ов Джадж Дейли (81°05′ с. ш. 66°50′ з. д. / 81.083333° с. ш. 66.833333° з. д.), а на северозапад от него – залива Лейди Франклин (81°40′ с. ш. 66°00′ з. д. / 81.666667° с. ш. 66° з. д.). На 82°15′ с. ш. 61°10′ з. д. / 82.25° с. ш. 61.166667° з. д. открива североизточната точка на Елсмиър – нос Юнион, а на североизток от него свободното от ледове море Линкълн. В средата на юли 1861 шхуната се освобождава от ледовете и се завръща в САЩ.

## Следващи години (1861 – 1881)
По време на Гражданската война в САЩ (1861 – 1865) е ръководител на болницата във Филаделфия, където се лекуват 4500 ранени войници на Севера.
Умира на 17 декември 1881 година в Ню Йорк на 49-годишна възраст.

## Памет
Неговото име носят:
- ледник Хейс (74°56′ с. ш. 56°58′ з. д. / 74.933333° с. ш. 56.966667° з. д.), на западния бряг на Гренландия, спускащ се в залива Мелвил;
- ледник Хейс, на източния бряг на остров Западен Шпицберген, в архипелага Шпицберген;
- нос Хейс (79°44′ с. ш. 71°24′ з. д. / 79.733333° с. ш. 71.4° з. д.), на източния бряг на остров Елсмиър, в Канадския арктичен архипелаг;
- остров Хейс (80°34′ с. ш. 57°41′ и. д. / 80.566667° с. ш. 57.683333° и. д.), в централната част на архипелага Земя на Франц Йосиф;
- остров Хейс (63°03′ с. ш. 66°55′ з. д. / 63.05° с. ш. 66.916667° з. д.), в залива Фробишър, край югоизточния бряг на остров Бафинова земя;
- полуостров Хейс (77°30′ с. ш. 65°20′ з. д. / 77.5° с. ш. 65.333333° з. д.), северозападната част на Гренландия;
- проток Хейс (74°38′ с. ш. 97°52′ з. д. / 74.633333° с. ш. 97.866667° з. д.), в Канадския арктичен архипелаг, между островите Лаутер на югоизток и Гарет на северозапад;
- река Хейс (устие, 67°08′ с. ш. 95°17′ з. д. / 67.133333° с. ш. 95.283333° з. д.), в Северна Канада, територия Нунавут, десен приток на река Бак;
- фиорд Хейс (79°02′ с. ш. 76°45′ з. д. / 79.033333° с. ш. 76.75° з. д.), на източното крайбрежие на остров Елсмиър, в Канадския арктичен архипелаг.